# Валансьен, Ашиль
Ашиль Валансьен (фр. Achille Valenciennes; 1794—1865) — французский зоолог, ихтиолог и малаколог.

## Биография
Родился в Национальном музее естественной истории в Париже, где его отец работал научным ассистентом и жил со своей семьёй.
В школе Ашиль проявлял способности к математике и намеревался в дальнейшем поступить в политехникум. Однако из-за ранней смерти отца ему пришлось оставить учёбу и начать работать, чтобы поддержать мать и четырёх сестер. Ещё не достигнув 18 лет, работал препаратором в Музее естественной истории, его основной обязанностью было изготовление чучел млекопитающих и птиц. Благодаря незаурядным качествам юноши ему вскоре стали доверять и другие обязанности. Сначала он выполнял работу для Этьенна Жоффруа Сент-Илера (1772—1844), затем в 1814 году для Жан-Батиста Ламарка (1744—1829), которому в качестве ассистента помогал оформлять и классифицировать коллекцию беспозвоночных, зоофитов и моллюсков. На эту работу обратил внимание Жорж Кювье (1769—1832), и в дальнейшем Валансьен выполнял работу также для него.
В 1827 году Валансьен начал собственные исследования рыб. Он путешествовал в Англию, Голландию, Германию, чтобы изучить рыб, хранившихся там в музеях и частных коллекциях. Через несколько лет стал профессором малакологии в Музее естественной истории. Вместе с Кювье в период с 1828 по 1848 год работал над 22-томным трудом «Histoire naturelle des poissons» («Естествознание рыб»), который закончил после смерти Кювье в 1832 году. В этом труде было описано 4055 видов рыб, в том числе 2311 новых видов.
Валансьен опубликовал ряд сочинений по малакологии, среди них были описания моллюсков, собранные по всему миру во время экспедиции фрегата «Венера» (La Vénus) в 1836—1839 годах под командованием капитана Абеля Обера дю Пети-Туарс (Abel Aubert Du Petit-Thouars, 1793—1864).
В 1832 году Валансьен вслед за Анри Бленвилем принял кафедру по изучению кольчатых червей, моллюсков и зоофитов в Музее естественной истории в Париже.
В 1844 году Валансьен стал членом Академии наук.

### Таксоны животных, названные в честь Валансьена
- Acropora valenciennesi, Milne Edwards & Haime, (1860)
- Ophiacantha valenciennesi, Lyman (1879)
- Glossodoris valenciennesi, Cantraine (1835)
- Hypselodoris valenciennesi Cantraine 1841)
- Lithuaria valenciennesi, d’Hondt (1984)
- Montastrea valenciennesi, Milne Edwards & Haime (1848)
- Symphyllia valenciennesi, Milne Edwards & Haime (1849)
- Oculina valenciennesi, Milne Edwards & Haime (1850)
- Callionymus valenciennei, Temminck & Schlegel (1845][7]